# Actinopyga crassa
Actinopyga crassa is een zeekomkommer uit de familie Holothuriidae.
De wetenschappelijke naam van de soort werd in 1944 gepubliceerd door Albert Panning.